# Carex laevigata
Carex laevigata är en halvgräsart som beskrevs av James Edward Smith. Carex laevigata ingår i släktet starrar, och familjen halvgräs. Inga underarter finns listade i Catalogue of Life.

## Bildgalleri

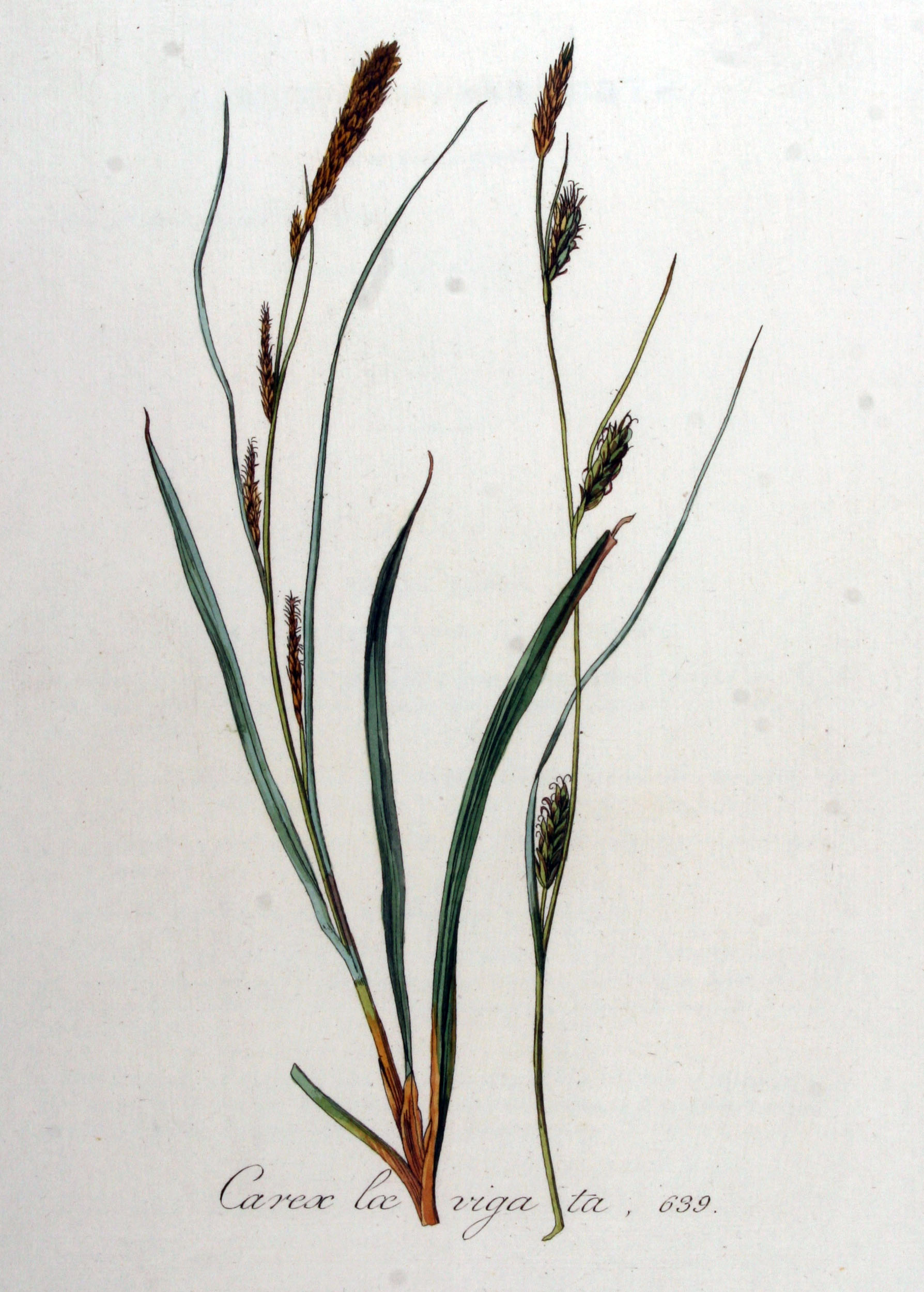
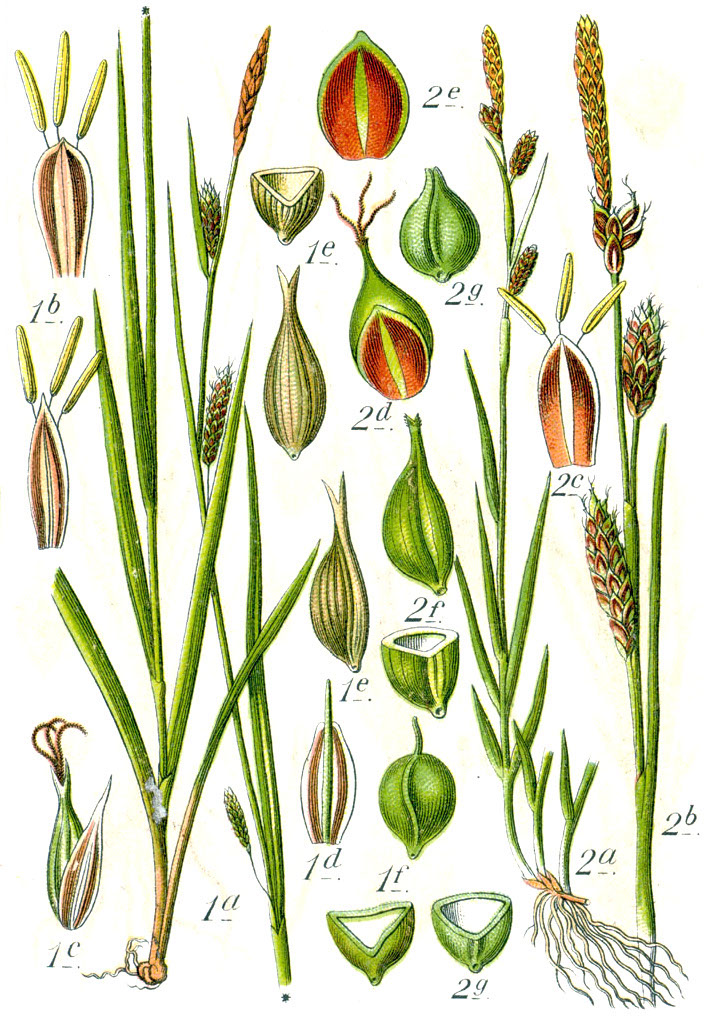